# Zulema González González
Zulema González González (Orense, Galícia, 8 d'abril de 1992) és una àrbitre de futbol espanyola de la Primera Divisió Femenina d'Espanya i àrbitra FIFA. Pertany al Comitè d'Àrbitres de Galícia. És neboda de Manuel González (que va ser assistent de Segona Divisió) i de Bernardino González (exàrbitre internacional i en l'actualitat delegat per a la UEFA i la Federació Espanyola de Futbol).

## Trajectòria
Va ascendir a la màxima categoria del futbol femení espanyol l'any 2017, quan aquesta va ser creada perquè la Primera Divisió Femenina d'Espanya fos dirigida únicament per àrbitres femenines.

### Internacionalitat
El dia 7 de desembre de 2018 es va oficialitzar la seva incorporació com a àrbitre FIFA. Es manté en la categoria SECOND de l'arbitratge UEFA per a l'any 2022, juntament amb la seva recentment incorporada companya, la també espanyola Olatz Rivera Olmedo.

## Temporades
| Categoria                 | País          | Any   |
| ------------------------- | ------------- | ----- |
| Primera Divisió           | Espanya       | 2017- |
| UEFA SECOND Category Ref. | Internacional | 2019  |